# Artrite

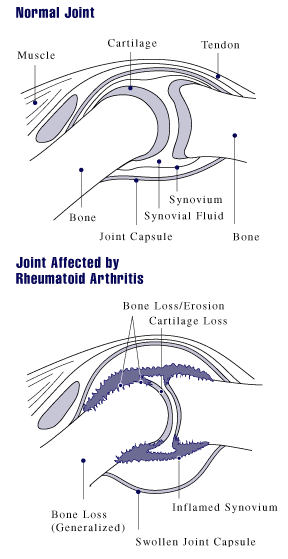
Differenza fra un'articolazione sana e una con artrite

L'artrite è un'artropatia a eziologia infiammatoria.

## Eziologia
Le cause possono essere di origine metabolica, autoimmune, infettiva o idiopatica.
Classificazione eziologica:
- Artrite Reumatoide
- Spondilo artriti o marker negative:
  - Spondilite anchilosante
  - Spondilite psoriasica
  - Intestinali (Entesoartrite enteropatica)
  - Reattive
  - Indifferenziate
  - Giovanile
  - SAPHO
- Artrite da cristalli (dismetaboliche)
  - Gotta
  - Malattia da deposizione di calcio pirofosfato diidrato
  - Malattia da deposizione di apatite di calcio
  - Malattia da deposizione di ossalato di calcio
- Artrite settica (da agenti infettivi)
- Artrite cronica dell'infanzia
- Artrite indifferenziata

## Diagnosi
La diagnosi iniziale si avvale di una valutazione clinica accompagnata da successive indagini strumentali.

### Sintomatologia
Fra i vari sintomi che caratterizzano l'artrite ritroviamo i più comuni quali calore, tumefazione, rigidità, dolore, arrossamento.

### Laboratorio
Si possono valutare
- indici aspecifici di flogosi
- protidogramma
- complemento
- autoanticorpi
- crioglobuline

### Valutazione strumentale
- Ecografia
- TC
- RM
- Scintigrafia
- PET
- Capillaroscopia
- Artroscopia